# Climacs
Climacs — свободный текстовый редактор, написанный на Common Lisp, подобно GNU Emacs, и выпускаемый под лицензией GNU LGPL (версии 2 или более поздней). Climacs использует Common Lisp Interface Manager (CLIM) и ESA для построения пользовательского интерфейса. McCLIM является реализацией CLIM, совместимой с with Climacs. Редактор предоставляет подсветку исходного кода, основанную на инкрементальном синтаксическом анализе.